# Sommer-Paralympics 2012/Teilnehmer (Kanada)
| stlisierte Goldmedaille | stlisierte Silbermedaille | stlisierte Bronzemedaille |
| ----------------------- | ------------------------- | ------------------------- |
| 7                       | 15                        | 9                         |

Kanada entsandte zu den Paralympischen Sommerspielen 2012 in London (29. August bis 9. September) eine aus 145 Sportlern bestehende Mannschaft. Insgesamt gewann Kanada 31 Medaillen und fand sich auf Platz 12 des Medaillenspiegels wieder. Damit war es die am wenigsten erfolgreiche Teilnahme Kanadas seit den Sommer-Paralympics 1972.

## Medaillengewinner

### Gold
| Name | Sportart            | Wettkampf                     |
| --- | ------------------- | ----------------------------- |
| Benoît Huot | Schwimmen           | 200 m Freistil SM 10 – Männer |
| Summer Mortimer | Schwimmen           | 50 m Freistil S10 – Frauen    |
| Summer Mortimer | Schwimmen           | 100 m Rücken S10 – Frauen     |
| Valérie Grand’Maison | Schwimmen           | 200 m Freistil SM 13 – Frauen |
| Michelle Stilwell | Leichtathletik      | 200 m T52 – Frauen            |
| Robbie Welson Pilot: Lyne Besserre | Radfahren           | Straßenrennen B – Frauen      |
| Patrick Anderson, Abdi Dini, Dave Durepos, David Eng, Robert Hedges, Chad Jassman, Joey Johnson, Adam Lancia, Tyler Miller, Richard Peter, Yvon Rouillard, Brandon Wagner | Rollstuhlbasketball | Männer                        |

### Silber
| Name | Sportart       | Wettkampf                      |
| --- | -------------- | ------------------------------ |
| Summer Mortimer | Schwimmen      | 200 m Freistil SM10 – Frauen   |
| Brianna Nelson | Schwimmen      | 50 m Schmetterling S7 – Frauen |
| Brianna Nelson | Schwimmen      | 200 m Freistil SM7 – Frauen    |
| Nathan Stein | Schwimmen      | 50 m Freistil S10 – Männer     |
| Valérie Grand’Maison | Schwimmen      | 50 m Freistil S13 – Frauen     |
| Valérie Grand’Maison | Schwimmen      | 100 m Freistil S13 – Frauen    |
| Benoît Huot | Schwimmen      | 400 m Freistil S10 – Männer    |
| Aurelie Rivard | Schwimmen      | 400 m Freistil S10 – Frauen    |
| Amber Thomas | Schwimmen      | 400 m Freistil S11 – Frauen    |
| Brent Lakatos | Leichtathletik | 400 m T53 – Männer             |
| Brent Lakatos | Leichtathletik | 800 m T53 – Männer             |
| Brent Lakatos | Leichtathletik | 200 m T53 – Männer             |
| Michelle Stilwell | Leichtathletik | 100 m T52 – Frauen             |
| Jason Dunkerley Guide: Josh Karanja | Leichtathletik | 5000 m T11 – Männer            |
| Ian Chan, Jason Crone, Patrice Dagenais, Jared Funk, Garret Hickling, Trevor Hirschfield, Fabien Lavoie, Zak Madell, Travis Murao, Patrice Simard, Mike Whitehead, David Willsie | Rollstuhlrugby | Männer                         |

### Bronze
| Name                               | Sportart       | Wettkampf                     |
| ---------------------------------- | -------------- | ----------------------------- |
| Benoît Huot                        | Schwimmen      | 100 m Rücken S10 – Männer     |
| Summer Mortimer                    | Schwimmen      | 100 m Freistil S10 – Frauen   |
| Amber Thomas                       | Schwimmen      | 200 m Freistil SM 11 – Frauen |
| Virginia McLachlan                 | Leichtathletik | 200 m T35 – Frauen            |
| Virginia McLachlan                 | Leichtathletik | 100 m T35 – Frauen            |
| Jason Dukerley Guide: Josh Karanja | Leichtathletik | 1500 m T11 – Männer           |
| Marco Dispaltro, Josh Vander Vies  | Boccia         | Doppel BC4                    |
| Norbert Murphy                     | Bogenschießen  | Compound (W1)                 |
| Marie-Claude Molnar                | Radfahren      | Zeitrennen C4 – Frauen        |

## Teilnehmer nach Sportart

### Bogenschießen
| Frauen         |                         |     |    |                 |     |                |               |               |               |               |               |               |               |               |
| Karen van Nest | Compound (offen)        | 643 | 6  | –               | –   | Miho Nagano    | 6:5           | ausgeschieden | ausgeschieden | ausgeschieden | ausgeschieden | ausgeschieden | ausgeschieden | ausgeschieden |
| Lyne Tremblay  | Einzel Recurve (W1/W2)  | 423 | 20 | Hatice Bayar    | 0:6 | ausgeschieden  | ausgeschieden | ausgeschieden | ausgeschieden | ausgeschieden | ausgeschieden | ausgeschieden | ausgeschieden | ausgeschieden |
| Männer         |                         |     |    |                 |     |                |               |               |               |               |               |               |               |               |
| Norbert Murphy | Einzel Compound (W1)    | 623 | 6  | –               | –   | Shinichi Saito | 6:2           | Peter Kinik   | 6:0           | Jeff Fabry    | 3:7           | Osmo Kinnunen | 6:1           | Bronze        |
| Kevin Evans    | Einzel Compound (Offen) | 626 | 25 | Philippe Horner | 6:4 | Dugie Denton   | 4:6           | ausgeschieden | ausgeschieden | ausgeschieden | ausgeschieden | ausgeschieden | ausgeschieden | ausgeschieden |
| Bob Hudson     | Einzel Compound (Offen) | 629 | 23 | Marek Kantczak  | 0:6 | ausgeschieden  | ausgeschieden | ausgeschieden | ausgeschieden | ausgeschieden | ausgeschieden | ausgeschieden | ausgeschieden | ausgeschieden |

### Boccia
Einzel
| Athleten         | Wettbewerb  | Qualifikation | Qualifikation | 1. Runde                  | 1. Runde | 2. Runde            | 2. Runde      | Viertelfinale | Viertelfinale | Halbfinale    | Halbfinale    | Finale        | Finale        | Rang          |
| Athleten         | Wettbewerb  | Gegner        | Ergebnis      | Gegner                    | Ergebnis | Gegner              | Ergebnis      | Gegner        | Ergebnis      | Gegner        | Ergebnis      | Gegner        | Ergebnis      | Rang          |
| ---------------- | ----------- | ------------- | ------------- | ------------------------- | -------- | ------------------- | ------------- | ------------- | ------------- | ------------- | ------------- | ------------- | ------------- | ------------- |
| Brock Richardson | Einzel BC 1 | –             | –             | Yuriko Shibayama          | 0:5      | ausgeschieden       | ausgeschieden | ausgeschieden | ausgeschieden | ausgeschieden | ausgeschieden | ausgeschieden | ausgeschieden | ausgeschieden |
| Adam Dukovich    | Einzel BC 2 | –             | –             | Zoe Robinson              | 5:5      | Maciel Sousa Santos | 3:9           | ausgeschieden | ausgeschieden | ausgeschieden | ausgeschieden | ausgeschieden | ausgeschieden | ausgeschieden |
| Dave Richer      | Einzel BC 2 | –             | –             | Hiu Lam Yeung             | 2:3      | ausgeschieden       | ausgeschieden | ausgeschieden | ausgeschieden | ausgeschieden | ausgeschieden | ausgeschieden | ausgeschieden | ausgeschieden |
| Paul Gauthier    | Einzel BC 3 | –             | –             | Austin Hanson             | 7:1      | José Macado         | 5:7           | ausgeschieden | ausgeschieden | ausgeschieden | ausgeschieden | ausgeschieden | ausgeschieden | ausgeschieden |
| Monica Martino   | Einzel BC 3 | –             | –             | Nurul Binte Mohammad Taha | 2:5:1    | ausgeschieden       | ausgeschieden | ausgeschieden | ausgeschieden | ausgeschieden | ausgeschieden | ausgeschieden | ausgeschieden | ausgeschieden |
| Marco Dispaltro  | Einzel BC 4 | –             | –             | –                         | –        | Peter McGuire       | 3:4           | ausgeschieden | ausgeschieden | ausgeschieden | ausgeschieden | ausgeschieden | ausgeschieden | ausgeschieden |
| Josh vander Vies | Einzel BC 4 | –             | –             | –                         | –        | Eliseu dos Santos   | 1:8           | ausgeschieden | ausgeschieden | ausgeschieden | ausgeschieden | ausgeschieden | ausgeschieden | ausgeschieden |

Team
| Athleten                                                | Wettbewerb  | Poolmatches | Poolmatches | Viertelfinale | Viertelfinale | Halbfinale    | Halbfinale    | Finale                 | Finale        | Rang          |
| Athleten                                                | Wettbewerb  | Matches     | Rang        | Gegner        | Ergebnis      | Gegner        | Ergebnis      | Gegner                 | Ergebnis      | Rang          |
| ------------------------------------------------------- | ----------- | ----------- | ----------- | ------------- | ------------- | ------------- | ------------- | ---------------------- | ------------- | ------------- |
| Adam Dukovich/Tammy Mcleod/Brock Richardson/Dave Richer | Team BC 1-2 | 0:22 5:5    | 3           | ausgeschieden | ausgeschieden | ausgeschieden | ausgeschieden | ausgeschieden          | ausgeschieden | ausgeschieden |
| Bruno Garneau/Paul Gauthier/Monica Martino              | Team BC4    | 5:4 2:3 1:9 | 4           | ausgeschieden | ausgeschieden | ausgeschieden | ausgeschieden | ausgeschieden          | ausgeschieden | ausgeschieden |
| Marco Dispaltro/Josh vander Vies                        | Doppel BC4  | 6:1 4:1 4:3 | 1           | –             | –             | Tschechien    | 5:5           | Vereinigtes Konigreich | 8:2           | Bronze        |

### Goalball

#### Frauen
- Ashlie Andrews
- Whitney Bogart
- Amy Kneebone
- Jill MacSween
- Nancy Morin
- Cassie Orgeles

Ergebnisse:
| Rang | Land               | S | G | V | U | Tore  | Diff. | Punkte |
| ---- | ------------------ | - | - | - | - | ----- | ----- | ------ |
| 1    | Kanada             | 4 | 3 | 1 | 0 | 6:3   | +3    | 9      |
| 2    | Japan              | 4 | 2 | 1 | 1 | 5:3   | +2    | 07     |
| 3    | Schweden           | 4 | 2 | 1 | 1 | 11:11 | 0     | 07     |
| 4    | Vereinigte Staaten | 4 | 2 | 2 | 0 | 9:4   | +5    | 06     |
| 5    | Australien         | 4 | 0 | 4 | 0 | 7:17  | −10   | 0      |

| Spiel | Begegnung  | Begegnung | Begegnung          | Erg. |
| ----- | ---------- | --------- | ------------------ | ---- |
| 2     | Kanada     | -         | Schweden           | 1:2  |
| 3     | Australien | -         | Kanada             | 1:3  |
| 4     | Japan      | -         | Kanada             | 0:1  |
| 4     | Kanada     | -         | Vereinigte Staaten | 1:0  |

|  | Viertelfinale | Viertelfinale          | Viertelfinale |  |  | Halbfinale | Halbfinale          | Halbfinale |  |  | Finale           | Finale              | Finale           |
|  |               |                        |               |  |  |            |                     |            |  |  |                  |                     |                  |
|  |               | Volksrepublik China    | 5             |  |  |            |                     |            |  |  |                  |                     |                  |
|  |               | Vereinigte Staaten     | 0             |  |  |            |                     |            |  |  |                  |                     |                  |
|  |               |                        |               |  |  |            | Volksrepublik China | 4          |  |  |                  |                     |                  |
|  |               |                        |               |  |  |            | Finnland            | 1          |  |  |                  |                     |                  |
|  |               | Finnland               | 2             |  |  |            |                     |            |  |  |                  |                     |                  |
|  |               | Kanada                 | 1             |  |  |            |                     |            |  |  |                  |                     |                  |
|  |               |                        |               |  |  |            |                     |            |  |  |                  | Volksrepublik China | 0                |
|  |               |                        |               |  |  |            |                     |            |  |  |                  | Japan               | 1                |
|  |               | Vereinigtes Königreich | 1             |  |  |            |                     |            |  |  |                  |                     |                  |
|  |               | Schweden               | 2             |  |  |            |                     |            |  |  |                  |                     |                  |
|  |               |                        |               |  |  |            | Schweden            | 3          |  |  |                  |                     |                  |
|  |               |                        |               |  |  |            | Japan               | 4          |  |  | Spiel um Platz 3 | Spiel um Platz 3    | Spiel um Platz 3 |
|  |               | Japan                  | 2             |  |  |            |                     |            |  |  |                  | Finnland            | 1                |
|  |               | Brasilien              | 0             |  |  |            |                     |            |  |  |                  | Schweden            | 5                |

#### Männer
- Mario Caron
- Brendan Gaulin
- Bruno Hache
- Doug Ripley
- Simon Tremblay
- Ahmad Zeividavi

Ergebnisse
| Rang | Land                | S | G | V | U | Tore  | Diff. | Punkte |
| ---- | ------------------- | - | - | - | - | ----- | ----- | ------ |
| 1    | Iran                | 5 | 4 | 1 | 0 | 32:20 | +12   | 12     |
| 2    | Volksrepublik China | 5 | 3 | 1 | 1 | 20:14 | +6    | 10     |
| 3    | Belgien             | 5 | 3 | 1 | 1 | 19:16 | +3    | 10     |
| 4    | Algerien            | 5 | 2 | 3 | 0 | 18:17 | +1    | 06     |
| 5    | Südkorea            | 5 | 1 | 4 | 0 | 18:28 | −10   | 03     |
| 6    | Kanada              | 5 | 1 | 4 | 0 | 16:28 | −12   | 03     |

| Spiel | Begegnung | Begegnung | Begegnung | Erg. |
| ----- | --------- | --------- | --------- | ---- |
| 1     | Kanada    | -         | Belgien   | 2:4  |
| 2     | Iran      | -         | Kanada    | 9:2  |
| 4     | Kanada    | -         | Algerien  | 6:8  |
| 4     | China     | -         | Kanada    | 3:1  |

### Judo
| Männer       |                    |                 |           |                             |               |                                             |                     |                           |               |               |               |
| Justin Karn  | Klasse bis 60 kg   | Takaaki Hirai   | 000:0100  | ausgeschieden               | ausgeschieden | Trostrunde 1: Juan Pablo Castellanos Cortes | 0101:100            | Trostrunde 2: Min Jae Lee | 000:0100      | ausgeschieden | ausgeschieden |
| Timothy Rees | Klasse bis 100 kg  | Joe Ingram      | 0000:0111 | ausgeschieden               | ausgeschieden | ausgeschieden                               | ausgeschieden       | ausgeschieden             | ausgeschieden | ausgeschieden |               |
| Tony Walby   | Klasse über 100 kg | Julien Taurines | 0100:0000 | Yangaliny Jiménez Domínguez | 0000:0101     | Trostrunde: Freilos                         | Trostrunde: Freilos | Trostrunde: İlham Zəkiyev | 0000:0100     | –             |               |

### Leichtathletik
| Athleten             | Wettbewerb      | Vorlauf / Vorkampf | Vorlauf / Vorkampf | Halbfinale   | Halbfinale | Finale             | Finale             | Rang               |                    |
| Athleten             | Wettbewerb      | Zeit / Weite       | Rang               | Zeit / Weite | Rang       | Zeit / Weite       | Rang               | Rang               |                    |
| -------------------- | --------------- | ------------------ | ------------------ | ------------ | ---------- | ------------------ | ------------------ | ------------------ | ------------------ |
| Frauen               |                 |                    |                    |              |            |                    |                    |                    |                    |
| Rachael Burrows      | 100 m T34       | 22,02 s            | 2                  | –            | –          | 22,59 s            | 8                  | 8                  |                    |
| Rachael Burrows      | 200 m T34       | 39,59 s            | 3                  | –            | –          | 38,51 s            | 6                  | 6                  |                    |
| Keira-Lyn Frie       | 100 m T54       | 17,54 s            | 3                  | –            | –          | 17,26 s            | 6                  | 6                  |                    |
| Keira-Lyn Frie       | 800 m T54       | 1:57,23 min        | 4                  | –            | –          | nicht qualifiziert | nicht qualifiziert | nicht qualifiziert |                    |
| Keira-Lyn Frie       | 1500 m T54      | 3:42,59 min        | 4                  | –            | –          | 3:38,58 min        | 8                  | 8                  |                    |
| Virginia McLachlan   | 100 m T35       | –                  | –                  | –            | –          | 16,42              | 3                  | Bronze             |                    |
| Virginia McLachlan   | 200 m T35       | –                  | –                  | –            | –          | 34,31              | 3                  | Bronze             |                    |
| Virginia McLachlan   | Leah Robinson   | 400 m T37          | 1:16,94 min        | 5            | –          | –                  | nicht qualifiziert | nicht qualifiziert | nicht qualifiziert |
| Diane Roy            | 400 m T54       | 57,11 s            | 2                  | –            | –          | 56,60 s            | 5                  | 5                  |                    |
| Diane Roy            | 800 m T54       | 1:55,95 min        | 2                  | –            | –          | 1:54,90            | 7                  | 7                  |                    |
| Diane Roy            | 1500 m T54      | 3:32,27,59 min     | 4                  | –            | –          | 3:37,17 min        | 4                  | 4                  |                    |
| Michelle Stillwell   | 100 m T52       | –                  | –                  | –            | –          | 19,80              | 2                  | Silber             |                    |
| Michelle Stillwell   | 200 m T52       | –                  | –                  | –            | –          | 33,80              | 1                  | Gold               |                    |
| Männer               |                 |                    |                    |              |            |                    |                    |                    |                    |
| Josh Cassidy         | 800 m T54       | 1:38,24 min        | 4                  | –            | –          | 1:39,72            | 5                  | 5                  |                    |
| Josh Cassidy         | 1500 m T54      | 3:19,54 min        | 3                  | –            | –          | 3:14,70 min        | 10                 | 10                 |                    |
| Josh Cassidy         | 5000 m T54      | 11:32,47 min       | 4                  | –            | –          | nicht qualifiziert | nicht qualifiziert | nicht qualifiziert |                    |
| Josh Cassidy         | Marathon T54    | –                  | –                  | –            | –          | 1:33:06 h          | 12                 | 12                 |                    |
| Nathan Dewitt        | 100 m T34       | 17,35 s            | 4                  | –            | –          | 17,36              | 8                  | 8                  |                    |
| Nathan Dewitt        | 200 m T34       | 31,30              | 6                  | –            | –          | nicht qualifiziert | nicht qualifiziert | nicht qualifiziert |                    |
| Braedon Samuel Dolfo | 100 m T13       | 11,26 s            | 4                  | –            | –          | 11,27              | 7                  | 7                  |                    |
| Braedon Samuel Dolfo | 200 m T13       | 23,25 s            | 4                  | –            | –          | nicht qualifiziert | nicht qualifiziert | nicht qualifiziert |                    |
| Jonathan Dunkerley   | 400 m T11       | 55,27 s            | 3                  | –            | –          | nicht qualifiziert | nicht qualifiziert | nicht qualifiziert |                    |
| Jason Dunkerley      | 1500 m T11      | –                  | –                  | –            | –          | 4:07,56 min        | 3                  | Bronze             |                    |
| Jason Dunkerley      | 5000 m T11      | –                  | –                  | –            | –          | 15:34,07 min       | 2                  | Silber             |                    |
| Alexandre Dupont     | 400 m T54       | 51,17 s            | 4                  | –            | –          | nicht qualifiziert | nicht qualifiziert | nicht qualifiziert |                    |
| Alexandre Dupont     | 800 m T54       | 1:39,73 min        | 6                  | –            | –          | nicht qualifiziert | nicht qualifiziert | nicht qualifiziert |                    |
| Alexandre Dupont     | 5000 m T54      | 11:31,10 min       | 9                  | –            | –          | nicht qualifiziert | nicht qualifiziert | nicht qualifiziert |                    |
| Michel Filteau       | Marathon T54    | –                  | –                  | –            | –          | 1:47,39 h          | 26                 | 26                 |                    |
| Eric Gauthier        | 200 m T53       | 28,26 s            | 5                  | –            | –          | nicht qualifiziert | nicht qualifiziert | nicht qualifiziert |                    |
| Eric Gauthier        | 400 m T53       | 53,56 s            | 4                  | –            | –          | nicht qualifiziert | nicht qualifiziert | nicht qualifiziert |                    |
| Brandon King         | 200 m T12       | 24,29 s            | 4                  | –            | –          | nicht qualifiziert | nicht qualifiziert | nicht qualifiziert |                    |
| Brent Lakatos        | 100 m T53       | 15,00 s            | 1                  | –            | –          | 15,31 s            | 5                  | 5                  |                    |
| Brent Lakatos        | 200 m T53       | 26,20 s            | 2                  | –            | –          | 25,85 s            | 2                  | Silber             |                    |
| Brent Lakatos        | 400 m T53       | 49,46 s            | 1                  | –            | –          | 50,17 s            | 2                  | Silber             |                    |
| Brent Lakatos        | 800 m T53       | 1:42,22 min        | 3                  | –            | –          | 1:41, 24           | 2                  | Silber             |                    |
| Colin Mathieson      | 100 m T54       | 15,25 s            | 6                  | –            | –          | nicht qualifiziert | nicht qualifiziert | nicht qualifiziert |                    |
| Colin Mathieson      | 400 m T54       | 51,95 s            | 6                  | –            | –          | nicht qualifiziert | nicht qualifiziert | nicht qualifiziert |                    |
| Alister McQueen      | 100 m T44       | 12,02 s            | 3                  | –            | –          | nicht qualifiziert | nicht qualifiziert | nicht qualifiziert |                    |
| Alister McQueen      | 200 m T44       | 24,25 s            | 3                  | –            | –          | nicht qualifiziert | nicht qualifiziert | nicht qualifiziert |                    |
| Alister McQueen      | Speerwurf F44   | –                  | –                  | –            | –          | 49,32 m            | 7                  | 7                  |                    |
| Kyle Pettey          | Kugelstoßen F34 | –                  | –                  | –            | –          | 11,41 m            | 6                  | 6                  |                    |
| Curtis Thom          | 100 m T54       | 14,47 s            | 3                  | –            | –          | 14,74 s            | 6                  | 6                  |                    |
| Curtis Thom          | 400 m T54       | 48,57 s            | 5                  | –            | –          | nicht qualifiziert | nicht qualifiziert | nicht qualifiziert |                    |
| Dustin Walsh         | 400 m T11       | DQ                 | DQ                 | -            | -          | DQ                 | DQ                 | DQ                 |                    |

### Radsport

#### Bahn
| Athleten                                     | Wettbewerb            | Qualifikation | Qualifikation | Finals                        | Finals        | Rang          |
| Athleten                                     | Wettbewerb            | Zeit          | Rang          | Zeit                          | Rang          | Rang          |
| -------------------------------------------- | --------------------- | ------------- | ------------- | ----------------------------- | ------------- | ------------- |
| Frauen                                       |                       |               |               |                               |               |               |
| Robbi Weldon Pilot: Lyne Bessette            | Verfolgung B          | 3:45,698      | 7             | ausgeschieden                 | ausgeschieden | ausgeschieden |
| Marie-Claude Molnar                          | Verfolgung C4         | 4:11,678      | 4             | Alexandra Green ( Australien) | 4:12,398      | 4             |
| Marie-Claude Molnar                          | 500 m Zeitfahren C4-5 | -             | -             | 42,228                        | 10            | 10            |
| Männer                                       |                       |               |               |                               |               |               |
| Daniel Chalifour Pilot: Jean-Michel Lachance | Verfolgung B          | 4:28,648      | 7             | ausgeschieden                 | ausgeschieden | ausgeschieden |
| Daniel Chalifour Pilot: Jean-Michel Lachance | 1 km Zeitfahren B     | -             | -             | 1:05,433                      | 8             | 8             |
| Brayden Mc Dougall                           | Verfolgung C1         | DQ            | DQ            | ausgeschieden                 | ausgeschieden | ausgeschieden |
| Brayden Mc Dougall                           | 1 km Zeitfahren C1-3  | -             | -             | 1:12,683                      | 12            | 12            |
| Jaye Milley                                  | Verfolgung C1         | 4:24,673      | 7             | ausgeschieden                 | ausgeschieden | ausgeschieden |
| Jaye Milley                                  | 1 km Zeitfahren C1-3  | -             | -             | 1:17,631                      | 26            | 26            |
| Arnold Boldt                                 | Verfolgung C2         | 4:13,458      | 12            | ausgeschieden                 | ausgeschieden | ausgeschieden |
| Arnold Boldt                                 | 1 km Zeitfahren C1-3  | -             | -             | 1:17,304                      | 25            | 25            |

#### Straße
| Athleten                                   | Wettbewerb                    | Zeit     | Rang   |
| ------------------------------------------ | ----------------------------- | -------- | ------ |
| Frauen                                     |                               |          |        |
| Genevieve Ouellet Pilot: Emilie Roy        | Straßenrennen B               | 2:12:56  | 4      |
| Genevieve Ouellet Pilot: Emilie Roy        | Zeitfahren B                  | 36:46,14 | 8      |
| Robbie Weldon Pilot: Lyne Bessette         | Straßenrennen B               | 2:08:26  | Gold   |
| Robbie Weldon Pilot: Lyne Bessette         | Zeitfahren B                  | 35:47,94 | 4      |
| Marie-Claude Molnar                        | Straßenrennen C4-5            | 1:58:44  | 13     |
| Marie-Claude Molnar                        | Zeitfahren C4                 | 26:48,52 | Bronze |
| Marie-Ève Croteau                          | Gemischtes Straßenrennen T1-2 | DNS      | DNS    |
| Marie-Ève Croteau                          | Gemischtes Zeitfahren T1-2    | DNS      | DNS    |
| Shelley Gautier                            | Gemischtes Straßenrennen T1-2 | LAP      | 14     |
| Shelley Gautier                            | Gemischtes Zeitfahren T1-2    | 16:50,61 | 11     |
| Team                                       |                               |          |        |
| Robert Labbe/Mark Ledo/Mark Beggs          | Staffel                       | 34:07    | 5      |
| Männer                                     |                               |          |        |
| Daniel Chalifour Pilot: Alexandre Cloutier | Straßenrennen B               | 2:29,47  | 9      |
| Daniel Chalifour Pilot: Alexandre Cloutier | Zeitfahren B                  | 31:35,68 | 4      |
| Brayden McDougall                          | Straßenrennen C1-3            | DNF      | DNF    |
| Brayden McDougall                          | Zeitfahren C1                 | 28:17,49 | 7      |
| Jaye Milley                                | Straßenrennen C1-3            | Lapped   | 27     |
| Jaye Milley                                | Zeitfahren C1-3               | 29:25,57 | 9      |
| Arnold Boldt                               | Straßenrennen C1-3            | DNF      | DNF    |
| Arnold Boldt                               | Zeitfahren C1-3               | 27:31,82 | 12     |
| Robert Labbe                               | Straßenrennen H1              | 1:59,44  | 6      |
| Robert Labbe                               | Zeitfahren H1                 | 44:47,70 | 10     |
| Mark Beggs                                 | Straßenrennen H2              | 1:52,12  | 10     |
| Mark Beggs                                 | Zeitfahren H2                 | 31:11,80 | 11     |
| Mark Ledo                                  | Straßenrennen H3              | DNF      | DNF    |
| Mark Ledo                                  | Zeitfahren H3                 | 28:39,64 | 9      |

### Rollstuhlbasketball
| Wettbewerb     | Männer | Frauen |
| -------------- | --- | --- |
| Athleten       | Patrick Anderson, Jaimie Borisoff, Abditatch Dini, David Durepos, David Eng, Robert Hedges, Chad Jassman, Joey Johnson, Adam Lancia, Tyler Miller, Richard Peter, Yvon Rouillard, Brandon Wagner | Elaine Allard, Tracey Ferguson, Tara Feser, Katie Harnock, Maude Jacques, Jamey Jewells, Janet McLachlan, Kendra Ohama, Cindy Ouellet, Tamara Steeves, Jessica Vliegenhart, Elisha Williams |
| Gruppenphase   | Japan 68:53 Großbritannien 70:54 Polen 83:65 Kolumbien 68:42 | Niederlande 59:70 Australien 57:50 Brasilien 65:61 Großbritannien 67:50 |
| Viertelfinale: | Spanien 77:51 | USA 55:67 |
| Halbfinale     | Großbritannien 69:52 | Platzierungshalbfinale: Mexiko 74:53 |
| Finale         | Australien 58:64 | Spiel um Platz 5: China 70:73 |
| Platzierung    | Silber | Platz 6 |

### Rollstuhlfechten
| Athleten         | Wettbewerb       | Qualifikation | Qualifikation | Viertelfinale   | Viertelfinale | Halbfinale / Klassifikation | Halbfinale / Klassifikation | Finale / Platzierung | Finale / Platzierung | Rang          |
| Athleten         | Wettbewerb       | Ergebnis      | Rang          | Gegner          | Ergebnis      | Gegner                      | Ergebnis                    | Gegner               | Ergebnis             | Rang          |
| ---------------- | ---------------- | ------------- | ------------- | --------------- | ------------- | --------------------------- | --------------------------- | -------------------- | -------------------- | ------------- |
| Männer           |                  |               |               |                 |               |                             |                             |                      |                      |               |
| Pierre Mainville | Degen Einzel (B) | 2:2           | 2             | Jovane Guissone | 6:15          | ausgeschieden               | ausgeschieden               | ausgeschieden        | ausgeschieden        | ausgeschieden |
| Pierre Mainville | Säbel Einzel (B) | 4:1           | 2             | -               | -             | Marat Yusupov               | 9:15                        | ausgeschieden        | ausgeschieden        | ausgeschieden |
| Frauen           |                  |               |               |                 |               |                             |                             |                      |                      |               |
| Sylvie Morel     | Degen Einzel (A) | 0:5           | 6             | ausgeschieden   | ausgeschieden | ausgeschieden               | ausgeschieden               | ausgeschieden        | ausgeschieden        | ausgeschieden |

### Rollstuhlrugby
| Wettbewerb   | Männer |
| ------------ | --- |
| Athleten     | Ian Chan Jason Crone Patrice Dagenais Jared Funk Garret Hickling Trevor Hirschfield Fabien Lavoie Zak Madell Travis Murao Patrice Simard Mike Whitehead David Willsie |
| Gruppenphase | Australien 52:64 Belgien 58:50 Schweden 53:52 |
| Halbfinale   | USA 50:419 |
| Finale       | Australien 66:51 |
| Platzierung  | Silber |

### Rollstuhltennis
| Männer                     |        |                  |          |                   |               |                                       |               |               |               |               |               |               |
| Philippe Bedard            | Einzel | Lhaj Boukartacha | 7:5, 6:2 | Gustavo Fernandez | 0:6, 0:6      | ausgeschieden                         | ausgeschieden | ausgeschieden | ausgeschieden | ausgeschieden | ausgeschieden | ausgeschieden |
| Joel Dembe                 | Einzel | David Phillipson | 2:6, 2:6 | ausgeschieden     | ausgeschieden | ausgeschieden                         | ausgeschieden | ausgeschieden | ausgeschieden | ausgeschieden | ausgeschieden | ausgeschieden |
| Philippe Bedard Joel Dembe | Doppel | –                | –        | –                 | –             | Alexander Jewitt und David Phillipson | 3:6, 1:6      | ausgeschieden | ausgeschieden | ausgeschieden | ausgeschieden | ausgeschieden |

### Rudern
| Frauen                                                                         |                                       |         |     |         |      |         |   |   |
| Joan Reid                                                                      | Einer                                 | 5:43,52 | 3 R | 5:49,77 | 2 FA | 5:55,92 | 6 | 6 |
| David Blair, Kristen Kit, Meghan Montgomery, Victoria Nolan, Anthony Theriault | LTA-Mixed-Vierer mit Steuermann/-frau | 3:29,69 | 3 R | 3:28,82 | 3 FB | 3:31,17 | 1 | 7 |

### Schießen
| Athleten            | Wettbewerb                           | Qualifikation   | Qualifikation | Finale          | Finale        | Ringe/ Scheiben | Rang          |
| Athleten            | Wettbewerb                           | Ringe/ Scheiben | Rang          | Ringe/ Scheiben | Rang          | Ringe/ Scheiben | Rang          |
| ------------------- | ------------------------------------ | --------------- | ------------- | --------------- | ------------- | --------------- | ------------- |
| Mixed               |                                      |                 |               |                 |               |                 |               |
| Osvaldo Gentili     | Luftpistole 10 Meter (SH2)           | 590             | 24            | ausgeschieden   | ausgeschieden | ausgeschieden   | ausgeschieden |
| Osvaldo Gentili     | Luftgewehr 10 Meter (SH2)            | 595             | 25            | ausgeschieden   | ausgeschieden | ausgeschieden   | ausgeschieden |
| Christos Trifonidis | Luftgewehr 10 Meter (SH2)            | 596             | 26            | ausgeschieden   | ausgeschieden | ausgeschieden   | ausgeschieden |
| Christos Trifonidis | Freies Gewehr 50 Meter liegend (SH1) | 573             | 41            | ausgeschieden   | ausgeschieden | ausgeschieden   | ausgeschieden |

### Schwimmen
| Athleten                                                            | Wettbewerb                | Vorlauf                          | Vorlauf       | Finale           | Finale        | Rang          |               |
| Athleten                                                            | Wettbewerb                | Zeit                             | Rang          | Zeit             | Rang          | Rang          |               |
| ------------------------------------------------------------------- | ------------------------- | -------------------------------- | ------------- | ---------------- | ------------- | ------------- | ------------- |
| Frauen                                                              |                           |                                  |               |                  |               |               |               |
| Camille Bérubé                                                      | 100 m Freistil S8         | 1:18,31 min                      | 5             | ausgeschieden    | ausgeschieden | ausgeschieden |               |
| Camille Bérubé                                                      | 100 m Schmetterling S8    | 1:39,53 min                      | 8             | ausgeschieden    | ausgeschieden | ausgeschieden |               |
| Camille Bérubé                                                      | 100 m Rücken S8           | 1:26,96 min                      | 6             | ausgeschieden    | ausgeschieden | ausgeschieden |               |
| Camille Bérubé                                                      | 200 m Lagen S8            | 3:20,68 min                      | 5             | ausgeschieden    | ausgeschieden | ausgeschieden |               |
| Camille Bérubé                                                      | 400 m Freistil S8         | 5:39,14 min                      | 5             | ausgeschieden    | ausgeschieden | ausgeschieden |               |
| Morgan Bird                                                         | 50 m Freistil (S8)        | 32,67 s                          | 8             | 32,70 s          | 8             | 8             |               |
| Morgan Bird                                                         | 100 m Freistil S8         | 1:11,16 min                      | 2             | 1:10,97 min      | 6             | 6             |               |
| Morgan Bird                                                         | 100 m Schmetterling S8    | 1:21,58 min                      | 4             | ausgeschieden    | ausgeschieden | ausgeschieden |               |
| Morgan Bird                                                         | 400 m Freistil S8         | 5:19,15 min                      | 2             | 5:18,35 min      | 4             | 4             |               |
| Valerie Drapeau                                                     | 100 m Brust (SB5)         | 3:07,70 min                      | 6             | ausgeschieden    | ausgeschieden | ausgeschieden |               |
| Valerie Drapeau                                                     | 200 m Freistil (S5)       | 4:56,32 min                      | 7             | ausgeschieden    | ausgeschieden | ausgeschieden |               |
| Valérie Grand’Maison                                                | 50 m Freistil (S13)       | 28,33 s                          | 3             | 27,91 s          | 2             | Silber        |               |
| Valérie Grand’Maison                                                | 100 m Freistil (S13)      | 1:00,48 min                      | 1             | 1:00,23 min      | 2             | Silber        |               |
| Valérie Grand’Maison                                                | 100 m Brust (S13)         | 1:25,03 min                      | 3             | 1:22,16 s        | 6             | 6             |               |
| Valérie Grand’Maison                                                | 200 m Lagen (SM13)        | 2:33,26 min                      | 1             | 2:27,64 min (WR) | 1             | Gold          |               |
| Brianna Jennett-McNeill                                             | 50 m Freistil S10         | 30,24 s                          | 13            | ausgeschieden    | ausgeschieden | ausgeschieden |               |
| Brianna Jennett-McNeill                                             | 100 m Schmetterling S10   | 1:20,53 min                      | 5             | ausgeschieden    | ausgeschieden | ausgeschieden |               |
| Kirstie Kasko                                                       | 100 m Brust SB14          | 1:27,90 min                      | 5             | ausgeschieden    | ausgeschieden | ausgeschieden |               |
| Kirstie Kasko                                                       | 100 m Rücken S14          | 1:19,84 min                      | 4             | ausgeschieden    | ausgeschieden | ausgeschieden |               |
| Kirstie Kasko                                                       | 200 m Freistil S14        | 2:27,25 min                      | 4             | ausgeschieden    | ausgeschieden | ausgeschieden |               |
| Sarah Mailhot                                                       | 100 m Freistil S8         | 1:25,80 min                      | 7             | ausgeschieden    | ausgeschieden | ausgeschieden |               |
| Sarah Mailhot                                                       | 100 m Rücken S8           | DNS                              | ausgeschieden | ausgeschieden    | ausgeschieden |               |               |
| Sarah Mailhot                                                       | 400 m Freistil S8         | DNS                              | 5:54,67 min   | 7                | ausgeschieden | ausgeschieden | ausgeschieden |
| Sarah Mehain                                                        | 50 m Freistil (S7)        | 35,66 S                          | 7             | 35,42 s          | 7             | 7             |               |
| Sarah Mehain                                                        | 50 m Schmetterling (S7)   | 39,44 s                          | 3             | 39,93 s          | 8             | 8             |               |
| Sarah Mehain                                                        | 100 m Rücken (S7)         | 1:31,07 min                      | 5             | ausgeschieden    | ausgeschieden | ausgeschieden |               |
| Sarah Mehain                                                        | 100 m Brust (S7)          | 1:48,90 min                      | 2             | 1:47,29          | 7             | 7             |               |
| Sarah Mehain                                                        | 100 m Freistil (S7)       | 1:21,69 min                      | 5             | ausgeschieden    | ausgeschieden | ausgeschieden |               |
| Sarah Mehain                                                        | 200 m Lagen (SM7)         | 3:16,08 min                      | 5             | 3:12,06 min      | 7             | 7             |               |
| Summer Ashley Mortimer                                              | 100 m Freistil (S10)      | 1:01,98 min                      | 1             | 1:00,89          | 3             | Bronze        |               |
| Summer Ashley Mortimer                                              | 100 m Rücken (S10)        | 1:09,92 min                      | 2             | 1:05,90 min (WR) | 1             | Gold          |               |
| Summer Ashley Mortimer                                              | 200 m Lagen (SM10)        | 2:34,44 min                      | 1             | 2:32,08 min      | 2             | Silber        |               |
| Jana Murphy                                                         | 100 m Brust SB14          | 1:30,89 min                      | 6             | ausgeschieden    | ausgeschieden | ausgeschieden |               |
| Jana Murphy                                                         | 100 m Rücken S14          | DNS                              | ausgeschieden | ausgeschieden    | ausgeschieden |               |               |
| Jana Murphy                                                         | 200 m Freistil S14        | DNS                              | 2:26,44 min   | 5                | ausgeschieden | ausgeschieden | ausgeschieden |
| Brianna Nelson                                                      | 50 m Schmetterling S7     | 36,87 s                          | 2             | 36,03 s          | 2             | Silber        |               |
| Brianna Nelson                                                      | 100 m Brust S7            | 1:54,01                          | 4             | 1:54,19 s        | 8             | 8             |               |
| Brianna Nelson                                                      | 100 m Rücken S7           | 1:29,30                          | 4             | 1:30,17 s        | 8             | 8             |               |
| Brianna Nelson                                                      | 200 m Lagen SM7           | 3:05,88                          | 2             | 3:04,60          | 2             | Silber        |               |
| Aurelie Rivard                                                      | 50 m Freistil (S10)       | 29,29 S                          | 6             | 28,98 s          | 6             | 6             |               |
| Aurelie Rivard                                                      | 100 m Brust (SB9)         | 1:28,54 min                      | 7             | ausgeschieden    | ausgeschieden | ausgeschieden |               |
| Aurelie Rivard                                                      | 100 m Freistil (S10)      | 1:03,27 min                      | 3             | 1:02,12 min      | 4             | 4             |               |
| Aurelie Rivard                                                      | 100 m Rücken (S10)        | 1:12,70 min                      | 4             | 1:11,92          | 5             | 5             |               |
| Aurelie Rivard                                                      | 200 m Lagen (SM10)        | 2:42,44 min                      | 5             | 2:37,70          | 6             | 6             |               |
| Aurelie Rivard                                                      | 400 m Freistil (S10)      | 4:45,06 min                      | 2             | 4:36,46 min      | 2             | Silber        |               |
| Katarina Roxon                                                      | 50 m Freistil (S9)        | 31,78 S                          | 6             | ausgeschieden    | ausgeschieden | ausgeschieden |               |
| Katarina Roxon                                                      | 100 m Brust (SB8)         | 1:28,84 min                      | 3             | 1:27,07 min      | 5             | 5             |               |
| Katarina Roxon                                                      | 100 m Freistil (S9)       | 1:08,58 min                      | 7             | ausgeschieden    | ausgeschieden | ausgeschieden |               |
| Katarina Roxon                                                      | 100 m Schmetterling (S9)  | 1:18,61 min                      | 6             | ausgeschieden    | ausgeschieden | ausgeschieden |               |
| Katarina Roxon                                                      | 200 m Lagen (SM9)         | 2:51,27 min                      | 5             | ausgeschieden    | ausgeschieden | ausgeschieden |               |
| Katarina Roxon                                                      | 400 m Freistil (S9)       | 5:17,03 min                      | 5             | ausgeschieden    | ausgeschieden | ausgeschieden |               |
| Rhea Schmidt                                                        | 50 m Freistil S13         | 30,07 s                          | 9             | ausgeschieden    | ausgeschieden | ausgeschieden |               |
| Rhea Schmidt                                                        | 100 m Brust SB13          | 1:28,57 min                      | 6             | ausgeschieden    | ausgeschieden | ausgeschieden |               |
| Rhea Schmidt                                                        | 100 m Freistil S13        | 1:05,35 min                      | 5             | 1:05,26          | 8             | 8             |               |
| Rhea Schmidt                                                        | 200 m Lagen SM7           | 2:47,67 min                      | 6             | ausgeschieden    | ausgeschieden | ausgeschieden |               |
| Amber Thomas                                                        | 50 m Freistil (S11)       | 33,17 s                          | 6             | 32,94 s          | 6             | 6             |               |
| Amber Thomas                                                        | 100 m Freistil (S11)      | 1:11,15 min                      | 1             | 1:11,04 min (AM) | 4             | 4             |               |
| Amber Thomas                                                        | 100 m Rücken (S11)        | 1:27,71 min                      | 4             | ausgeschieden    | ausgeschieden | ausgeschieden |               |
| Amber Thomas                                                        | 200 m Lagen (SM11)        | 2:58,76 min                      | 1             | 2:59,00 min      | 3             | Bronze        |               |
| Amber Thomas                                                        | 400 m Freistil (S10)      | 5:14,42 min (AM)                 | 2             | 5:15,48 min      | 2             | Silber        |               |
| Summer Ashley Mortimer, Katarina Roxon, Morgan Bird, Brianna Nelson | 4 × 100 m Freistil        | -                                | -             | 4:38,23 min      | 7             | 7             |               |
| Summer Ashley Mortimer, Katarina Roxon, Morgan Bird, Brianna Nelson | 4 × 100 m Lagen           | -                                | -             | 5:10,85 min      | 7             | 7             |               |
| Männer                                                              |                           |                                  |               |                  |               |               |               |
| Isaac Bouckley                                                      | 50 m Freistil (S10)       | 26,06 s                          | 5             | ausgeschieden    | ausgeschieden | ausgeschieden |               |
| Isaac Bouckley                                                      | 100 m Brust (SB9)         | 1:15,99 min                      | 5             | ausgeschieden    | ausgeschieden | ausgeschieden |               |
| Isaac Bouckley                                                      | 100 m Freistil (S10)      | 56,29 s                          | 5             | ausgeschieden    | ausgeschieden | ausgeschieden |               |
| Isaac Bouckley                                                      | 100 m Rücken (S10)        | 1:06,74 min                      | 5             | ausgeschieden    | ausgeschieden | ausgeschieden |               |
| Isaac Bouckley                                                      | 100 m Schmetterling (S10) | 1:03,42 min                      | 6             | ausgeschieden    | ausgeschieden | ausgeschieden |               |
| Isaac Bouckley                                                      | 200 m Lagen (SM10)        | 2:18,33 min                      | 4             | DSQ              | DSQ           | DSQ           |               |
| Isaac Bouckley                                                      | 400 m Freistil (S10)      | 4:16,97 min                      | 1             | 4:18,53 min      | 8             | 8             |               |
| Devin Gotell                                                        | 100 m Freistil (S13)      | 57,75 s                          | 7             | ausgeschieden    | ausgeschieden | ausgeschieden |               |
| Devin Gotell                                                        | 100 m Rücken (S13)        | 1:06,62 min                      | 6             | ausgeschieden    | ausgeschieden | ausgeschieden |               |
| Devin Gotell                                                        | 200 m Lagen (S13)         | 2:27,88 min                      | 6             | ausgeschieden    | ausgeschieden | ausgeschieden |               |
| Devin Gotell                                                        | 400 m Freistil (S13)      | 4:23,84 min                      | 3             | 4:20,43 min      | 7             | 7             |               |
| Michael Heath                                                       | 100 m Brust (SB14)        | 1:16,09 min                      | 6             | ausgeschieden    | ausgeschieden | ausgeschieden |               |
| Michael Heath                                                       | 100 m Rücken (S14)        | 1:08,42 min                      | 5             | ausgeschieden    | ausgeschieden | ausgeschieden |               |
| Michael Heath                                                       | 200 m Freistil (S14)      | 2:09,85 min                      | 5             | ausgeschieden    | ausgeschieden | ausgeschieden |               |
| Brian Hill                                                          | 100 m Rücken (S13)        | 1:04,93                          | 4             | 1:04,97 min      | 7             | 7             |               |
| Brian Hill                                                          | 100 m Schmetterling (S13) | 1:02,72 min (nach einem Stechen) | 4.2           | ausgeschieden    | ausgeschieden | ausgeschieden |               |
| Zack McAllister                                                     | 50 m Freistil (S8)        | 29,29 s                          | 8             | ausgeschieden    | ausgeschieden | ausgeschieden |               |
| Zack McAllister                                                     | 100 m Freistil (S8)       | 1:02,58 min                      | 5             | ausgeschieden    | ausgeschieden | ausgeschieden |               |
| Zack McAllister                                                     | 200 m Lagen (SM8)         | 2:40,05 min                      | 4             | ausgeschieden    | ausgeschieden | ausgeschieden |               |
| Zack McAllister                                                     | 400 m Freistil (S8)       | 4:43,80 min                      | 4             | 4:39,81 min      | 6             | 6             |               |
| Scott Patterson                                                     | 100 m Brust (SB5)         | 1:49,89 min                      | 5             | 1:50,21 min      | 8             | 8             |               |
| Nathan Stein                                                        | 50 m Freistil (S10)       | 23,89 s                          | 1             | 23,58 s          | 2             | Silber        |               |
| Nathan Stein                                                        | 100 m Brust (SB9)         | DNS                              | DNS           | DNS              | DNS           | DNS           |               |
| Nathan Stein                                                        | 100 m Freistil (S10)      | 54,23 s                          | 2             | 53,59 s          | 5             | 5             |               |
| Nathan Stein                                                        | 100 m Schmetterling (S10) | 59,81 s                          | 3             | ausgeschieden    | ausgeschieden | ausgeschieden |               |
| Donovan Tildesley                                                   | 100 m Freistil (S11)      | 1:02,64 min                      | 4             | 1:02,06 min      | 7             | 7             |               |
| Donovan Tildesley                                                   | 100 m Rücken (S11)        | 1:13,17 min                      | 4             | 1:13,97 min      | 8             | 8             |               |
| Donovan Tildesley                                                   | 100 m Schmetterling (S11) | 1:08,76 min                      | 4             | 1:07,96 min      | 8             | 8             |               |
| Donovan Tildesley                                                   | 200 m Lagen (SM11)        | 2:30,65 min                      | 2             | 2:30,22 min      | 7             | 7             |               |

### Segeln
| Athleten                                     | Wettbewerb                   | Punkte | Rang |
| -------------------------------------------- | ---------------------------- | ------ | ---- |
| Paul Tingley                                 | Einer Kielboot               | 57     | 5    |
| John McRoberts und Stacie Louttit            | Zwei-Mann-Kielboot (SKUD 18) | 46     | 4    |
| Bruce Millar, Logan Campbell und Scott Lutes | Drei-Mann-Kielboot (Sonar)   | 81     | 10   |